# Escalonamento garantido
Escalonamento garantido é um dos tipos de algoritmos escalonadores.
Ele garante aos processos sua execução, dando a todos eles a mesma quantidade de tempo de execução utilizando a CPU.
Se acontecer de um processo utilizar menos tempo de execução do que poderia, sua prioridade de execução é aumentada. Se outro processo utilizou mais do que deveria, sua prioridade é diminuida.
Exemplo: 3 processos querem executar, o algoritmo fornece a cada um deles 3 segundos de execução para utilizar CPU. O 1º processo executa 3 segundos e pára, então entra o 2º executa 3 segundos e pára, 3º executa 3 segundos pára e o 1º executa novamente 3 segundos e assim por diante até eles terminarem sua execução.
Funciona de forma diferente dos demais escalonadores porque este sistema garante que cada usuário terá uma fração da CPU independente da quantidade de processos alocados.
Esta forma de escalonamento é normalmente usada em sistemas de tempo real.
```
   - O SO faz promessas e deve mantê-las.
   - O escalonador sabe exatamente o tempo necessário para realizar cada operação do sistema operacional.
   - Cada operação deve ter um tempo máximo de execução garantido.
   – 
O escalonamento garantido altera a prioridade dinamicamente
, 
garantindo
 o mesmo tempo de execução.
   - A Fórmula que a CPU usa para determinar o tempo que cada programa é: (e.g. 1/n CPU).
```